# Aujac (Gard)
Pour les articles homonymes, voir Aujac.
Aujac est une commune française située dans le nord du département du Gard, en région Occitanie.
Exposée à un climat méditerranéen, elle est drainée par la Cèze, le ruisseau d'Abeau et par divers autres petits cours d'eau. Incluse dans les Cévennes, la commune possède un patrimoine naturel remarquable : un site Natura 2000 (les « hautes vallées de la Cèze et du Luech »), un espace protégé (le « géoparc des monts d'Ardèche ») et trois zones naturelles d'intérêt écologique, faunistique et floristique.
Aujac est une commune rurale qui compte 157 habitants en 2022, après avoir connu un pic de population de 964 habitants en 1851. Ses habitants sont appelés les Aujaquois ou  Aujaquoises.
Le patrimoine architectural de la commune comprend deux  immeubles protégés au titre des monuments historiques : l'église Saint-Martin, inscrite en 1949, et le château du Cheylard, inscrit en 1949.

## Géographie
La commune est arrosée par l'Abeau.

### Communes limitrophes
Les communes limitrophes sont Malbosc, Bonnevaux, Concoules, Ponteils-et-Brésis et Sénéchas.
|           | Ponteils-et-Brésis | Bonnevaux         |
| Concoules | Aujac              |                   |
| Sénéchas  |                    | Malbosc (Ardèche) |

La commune est située en Hautes Cévennes. Elle est limitrophe de l'Ardèche à l'est, par Malbosc. La Lozère est à 5 km à l'ouest à vol d'oiseau.

### Milieux naturels et biodiversité

#### Espaces protégés
La protection réglementaire est le mode d’intervention le plus fort pour préserver des espaces naturels remarquables et leur biodiversité associée,.
Dans ce cadre, la commune fait partie de l'aire d'adhésion du Parc national des Cévennes. Ce  parc national, créé en 1967, est un territoire de moyenne montagne formé de cinq entités géographiques : le massif de l'Aigoual, le causse Méjean avec les gorges du Tarn et de la Jonte, le mont Lozère, les vallées cévenoles ainsi que le piémont cévenol.
La commune est dans le périmètre du « géoparc des monts d'Ardèche », classé Géoparc en septembre 2014 et appartenant dès lors au réseau mondial des Géoparcs, soutenu par l’UNESCO,.
La commune fait également partie de la zone de transition des Cévennes, un territoire d'une superficie de 116 032 ha reconnu réserve de biosphère par l'UNESCO en 1985 pour la mosaïque de milieux naturels qui la composent et qui abritent une biodiversité exceptionnelle, avec 2 400 espèces animales, 2 300 espèces de plantes à fleurs et de fougères, auxquelles s’ajoutent d’innombrables mousses, lichens, champignons,.

#### Réseau Natura 2000

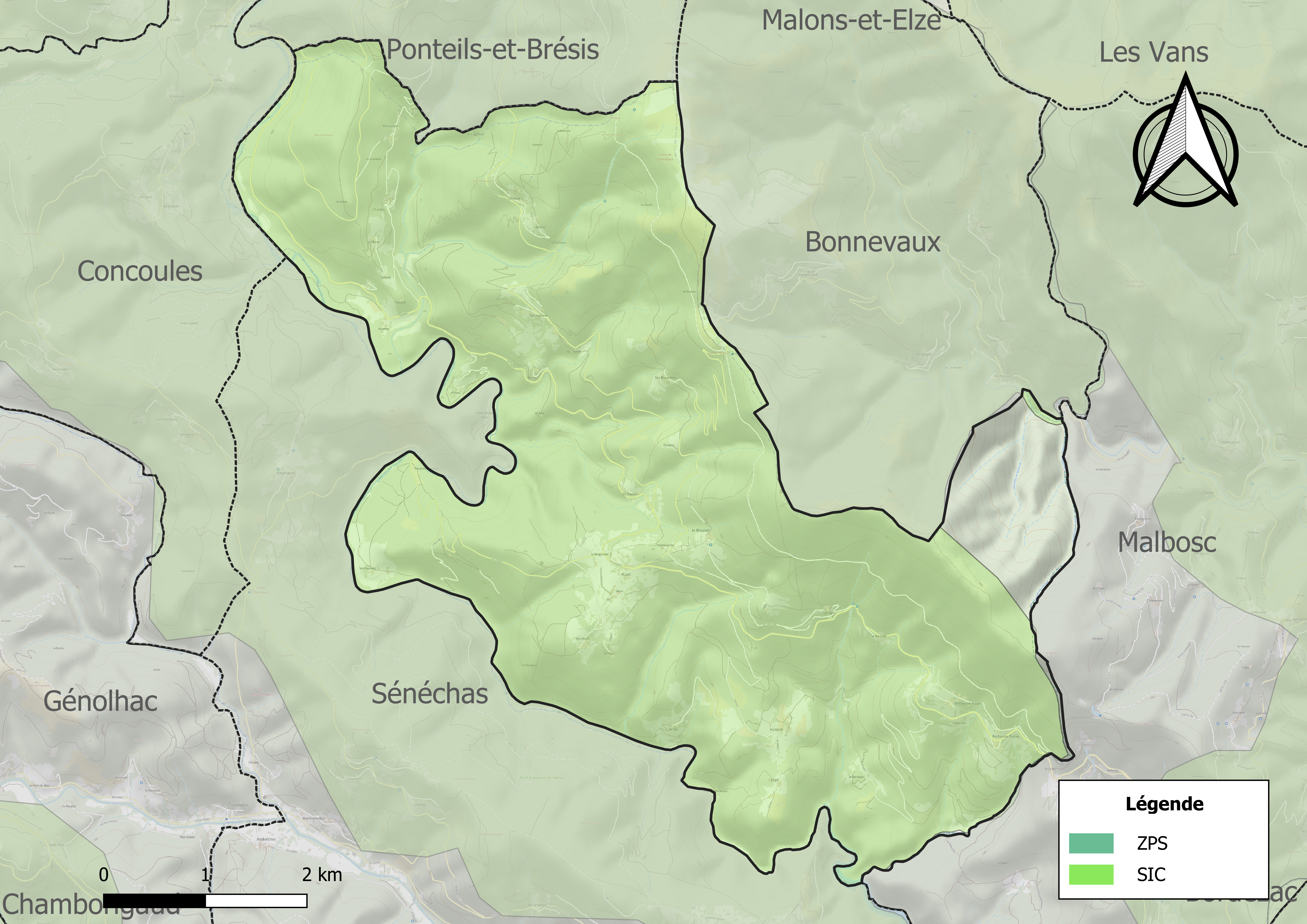
Site Natura 2000 sur le territoire communal.

Le réseau Natura 2000 est un réseau écologique européen de sites naturels d'intérêt écologique élaboré à partir des directives habitats et oiseaux, constitué de zones spéciales de conservation (ZSC) et de zones de protection spéciale (ZPS).
Un site Natura 2000 a été défini sur la commune au titre de la directive habitats : les « hautes vallées de la Cèze et du Luech », d'une superficie de 12 680 ha, correspondant à la partie amont du bassin versant de la Cèze. Elles présentent un patrimoine naturel remarquable, avec quatre espèces piscicoles : l'écrevisse à pattes blanches, le castor, la loutre et le barbeau méridional et cinq habitats d'intérêt communautaire d'origine.

#### Zones naturelles d'intérêt écologique, faunistique et floristique
L’inventaire des zones naturelles d'intérêt écologique, faunistique et floristique (ZNIEFF) a pour objectif de réaliser une couverture des zones les plus intéressantes sur le plan écologique, essentiellement dans la perspective d’améliorer la connaissance du patrimoine naturel national et de fournir aux différents décideurs un outil d’aide à la prise en compte de l’environnement dans l’aménagement du territoire.
Deux ZNIEFF de type 1 sont recensées sur la commune :
les « pelouses d'Aujaguet » (266 ha), et 
la « vallée de la Cèze dans la forêt domaniale de l'Homol » (318 ha), couvrant 2 communes du département
et une ZNIEFF de type 2, : 
les « vallées amont de la Cèze et de la Ganière » (10 752 ha), couvrant 11 communes dont 9 dans le Gard et 2 dans la Lozère.

Carte des ZNIEFF de type 1 et 2 à Aujac.
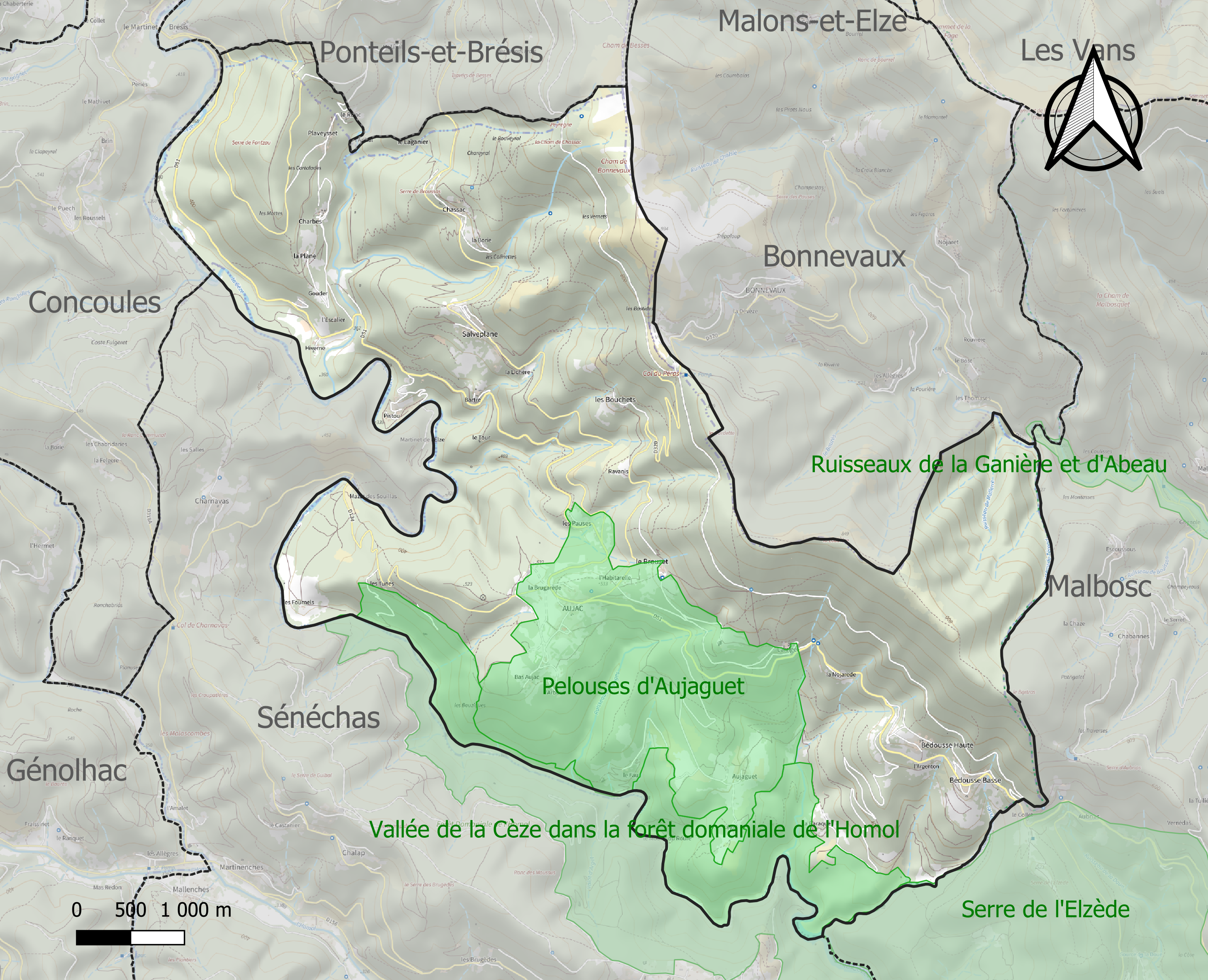
Carte des ZNIEFF de type 1 sur la commune.
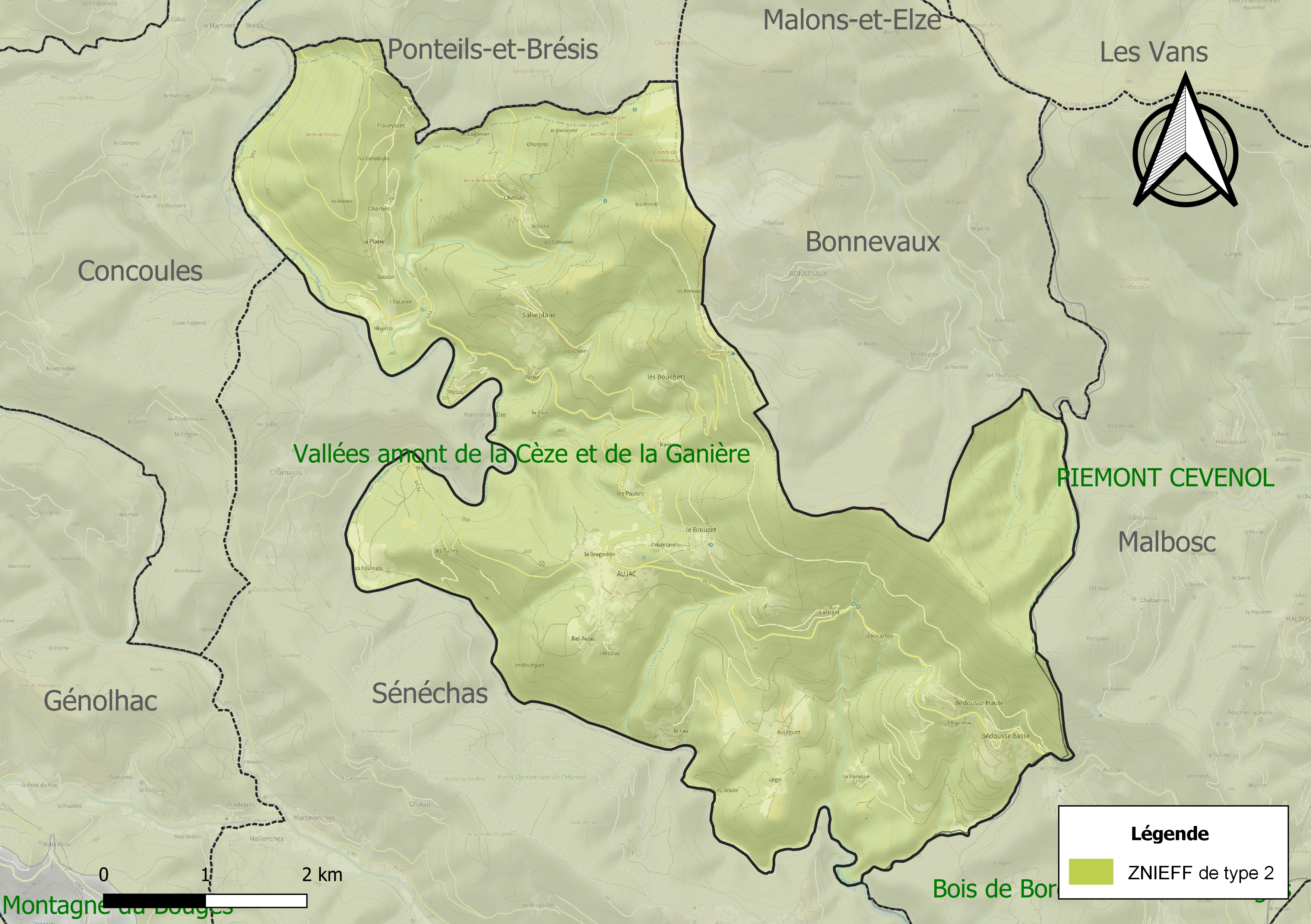
Carte de la ZNIEFF de type 2 sur la commune.

## Urbanisme

### Typologie
Au 1er janvier 2024, Aujac est catégorisée commune rurale à habitat très dispersé, selon la nouvelle grille communale de densité à sept niveaux définie par l'Insee en 2022.
Elle est située hors unité urbaine et hors attraction des villes,.

### Occupation des sols
L'occupation des sols de la commune, telle qu'elle ressort de la base de données européenne d’occupation biophysique des sols Corine Land Cover (CLC), est marquée par l'importance des forêts et milieux semi-naturels (84,4 % en 2018), une proportion sensiblement équivalente à celle de 1990 (84,5 %). La répartition détaillée en 2018 est la suivante : 
forêts (78,5 %), zones agricoles hétérogènes (15,6 %), milieux à végétation arbustive et/ou herbacée (5,9 %). L'évolution de l’occupation des sols de la commune et de ses infrastructures peut être observée sur les différentes représentations cartographiques du territoire : la carte de Cassini (XVIIIe siècle), la carte d'état-major (1820-1866) et les cartes ou photos aériennes de l'IGN pour la période actuelle (1950 à aujourd'hui).

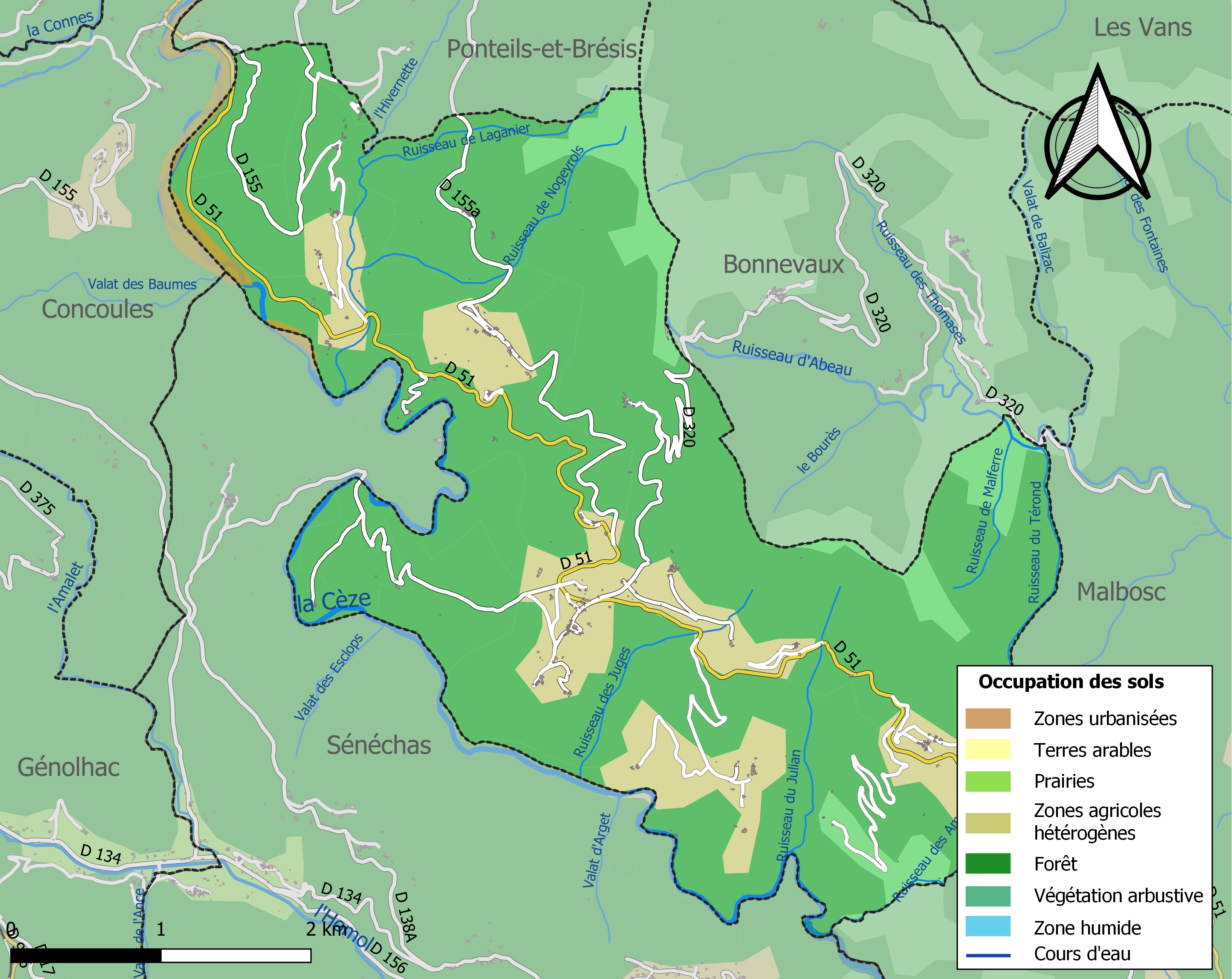
Carte des infrastructures et de l'occupation des sols de la commune en 2018 (CLC).

### Risques majeurs
Le territoire de la commune d'Aujac est vulnérable à différents aléas naturels : météorologiques (tempête, orage, neige, grand froid, canicule ou sécheresse), inondations, feux de forêts et séisme (sismicité faible). Il est également exposé à un risque particulier : le risque de radon. Un site publié par le BRGM permet d'évaluer simplement et rapidement les risques d'un bien localisé soit par son adresse soit par le numéro de sa parcelle.

#### Risques naturels
Certaines parties du territoire communal sont susceptibles d’être affectées par le risque d’inondation par débordement de cours d'eau, notamment la Cèze. La commune a été reconnue en état de catastrophe naturelle au titre des dommages causés par les inondations et coulées de boue survenues en 1982, 1983, 1992, 1994, 1995, 2008, 2011 et 2014,.

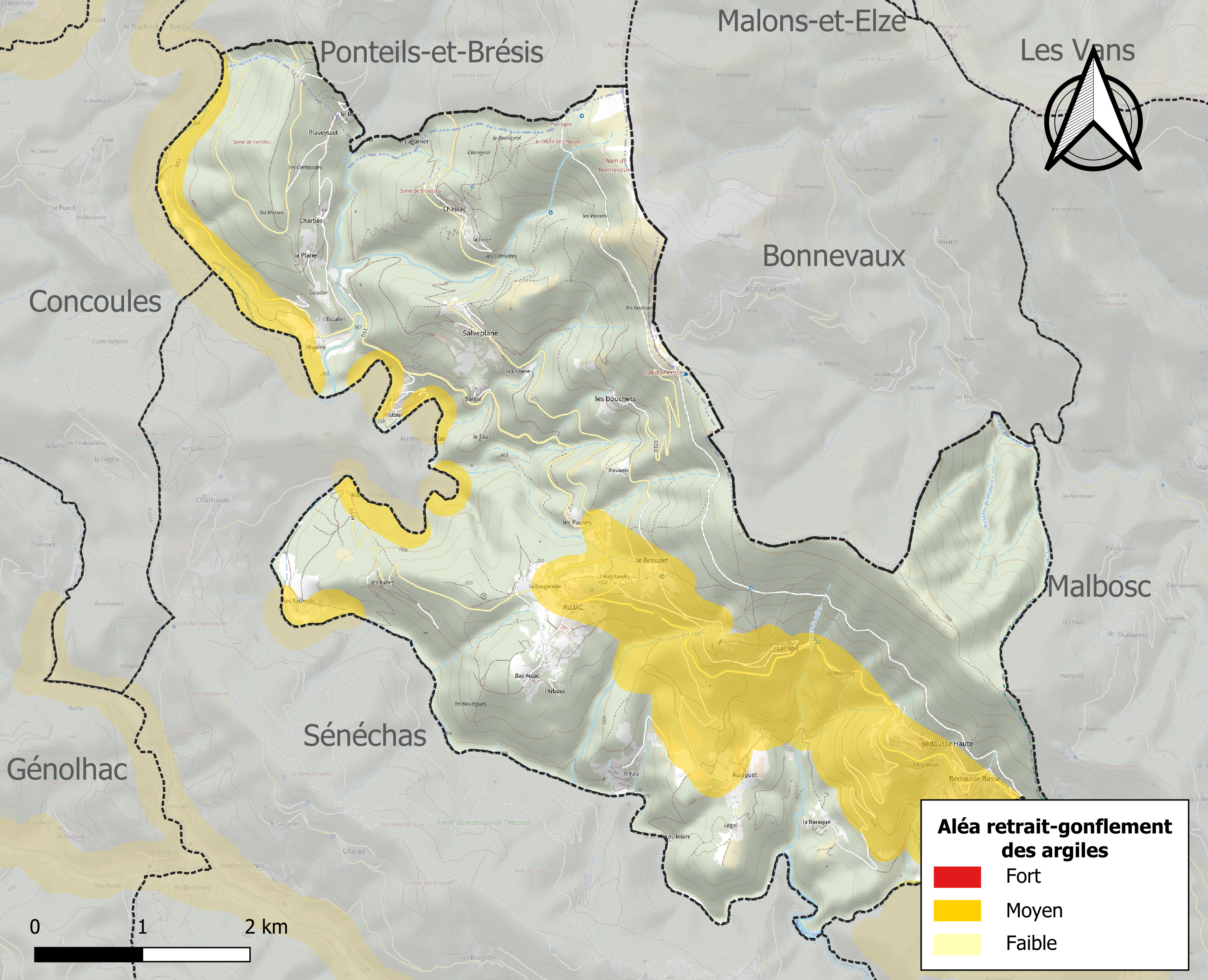
Carte des zones d'aléa retrait-gonflement des sols argileux d'Aujac.

Le retrait-gonflement des sols argileux est susceptible d'engendrer des dommages importants aux bâtiments en cas d’alternance de périodes de sécheresse et de pluie. 22,3 % de la superficie communale est en aléa moyen ou fort (67,5 % au niveau départemental et 48,5 % au niveau national). Sur les 177 bâtiments dénombrés sur la commune en 2019, 77 sont en aléa moyen ou fort, soit 44 %, à comparer aux 90 % au niveau départemental et 54 % au niveau national. Une cartographie de l'exposition du territoire national au retrait gonflement des sols argileux est disponible sur le site du BRGM,.
Par ailleurs, afin de mieux appréhender le risque d’affaissement de terrain, l'inventaire national des cavités souterraines permet de localiser celles situées sur la commune.
Concernant les mouvements de terrains, la commune a été reconnue en état de catastrophe naturelle au titre des dommages causés par des mouvements de terrain en 1983.

#### Risque particulier
Dans plusieurs parties du territoire national, le radon, accumulé dans certains logements ou autres locaux, peut constituer une source significative d’exposition de la population aux rayonnements ionisants. Certaines communes du département sont concernées par le risque radon à un niveau plus ou moins élevé. Selon la classification de 2018, la commune d'Aujac est classée en zone 3, à savoir zone à potentiel radon significatif.

## Communes limitrophes

### Hydrographie et relief
La Cèze coule dans le sens du nord-ouest/sud-est et sert tout du long de limite de communes avec Sénéchas du nord-ouest au sud-est.

### Climat
Pour des articles plus généraux, voir Climat de l'Occitanie et Climat du Gard.
En 2010, le climat de la commune est de type climat méditerranéen franc, selon une étude s'appuyant sur une série de données couvrant la période 1971-2000. En 2020, Météo-France publie une typologie des climats de la France métropolitaine dans laquelle la commune est exposée à un climat de montagne ou de marges de montagne et est dans la région climatique Provence, Languedoc-Roussillon, caractérisée par une pluviométrie faible en été, un très bon ensoleillement (2 600 h/an), un été chaud (21,5 °C), un air très sec en été, sec en toutes saisons, des vents forts (fréquence de 40 à 50 % de vents > 5 m/s) et peu de brouillards.
Pour la période 1971-2000, la température annuelle moyenne est de 11,6 °C, avec  une amplitude thermique annuelle de 16,7 °C. Le cumul annuel moyen de précipitations est de 1 719 mm, avec 8,9 jours de précipitations en janvier et 4,7 jours en juillet. Pour la période 1991-2020, la température moyenne annuelle observée sur la station météorologique la plus proche, située sur la commune de Génolhac à 5 km à vol d'oiseau, est de 13,2 °C et le cumul annuel moyen de précipitations est de 1 692,5 mm,. Pour l'avenir, les paramètres climatiques de la commune estimés pour 2050 selon différents scénarios d’émission de gaz à effet de serre sont consultables sur un site dédié publié par Météo-France en novembre 2022.

### Préhistoire

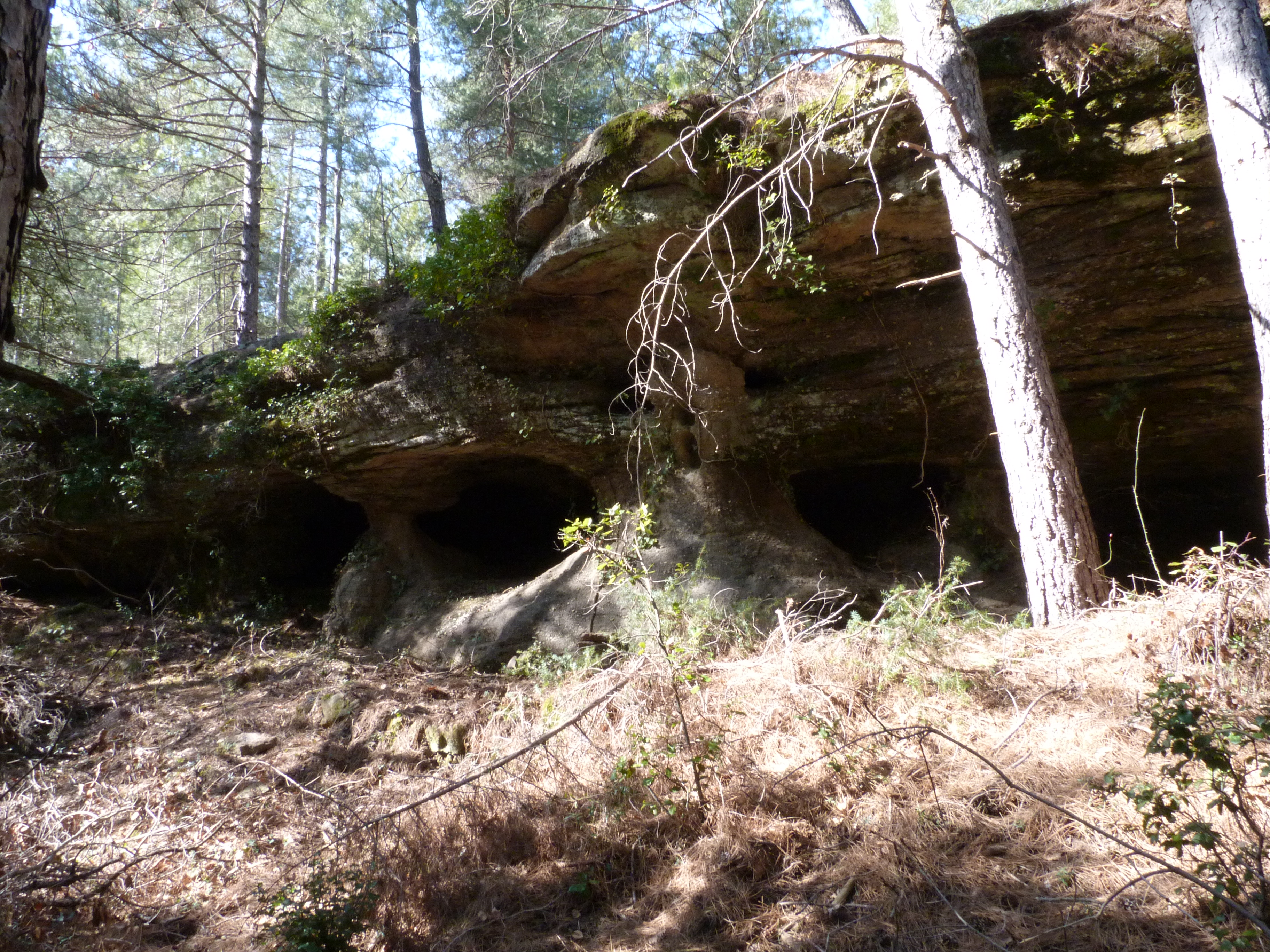
Abris sous roches du Solutréen.

## Histoire

### Époque contemporaine
Depuis le 1er janvier 2016 la région Languedoc-Roussillon, à laquelle appartient le Gard, a fusionné avec la région Midi-Pyrénées. L'ensemble est devenu la nouvelle région Occitanie.

## Politique et administration

### Liste des maires
| Période                                  | Période  | Identité                   | Étiquette | Qualité |
| ---------------------------------------- | -------- | -------------------------- | --------- | ------- |
| 1890                                     | 1896     | Clodomir Domergue          |           |         |
| 1896                                     | 1900     | Casimir Vidal              |           |         |
| 1900                                     | 1908     | Joseph Dussaud             |           |         |
| 1908                                     | 1909     | Ernest Pertus              |           |         |
| 1909                                     | 1919     | Martin Alfred              |           |         |
| 1919                                     | 1924     | Edouard Dussaud            |           |         |
| 1924                                     | 1929     | Émile Cordin               |           |         |
| 1929                                     | 1935     | Antoine Mizoule            |           |         |
| 1935                                     | 1941     | Joseph Dussaud             |           |         |
| 1944                                     | 1944     | Comité local de libération |           |         |
| 1945                                     | 1945     | Délégation spéciale        |           |         |
| 1945                                     | 1971     | Joseph Dussaud             |           |         |
| 1971                                     | 1974     | Albin Polge                |           |         |
| 1974                                     | 2001     | Gérard Dumas               |           |         |
| 2001                                     | 2014     | André Agniel               |           |         |
| 2014                                     | 2020     | Bernard Rosset-Boulon      | DVG       | Artisan |
| 2020                                     | En cours | Firmin Peyric              | DVG       |         |
| Les données manquantes sont à compléter. |          |                            |           |         |

## Population et société

### Démographie
L'évolution du nombre d'habitants est connue à travers les recensements de la population effectués dans la commune depuis 1793. Pour les communes de moins de 10 000 habitants, une enquête de recensement portant sur toute la population est réalisée tous les cinq ans, les populations de référence des années intermédiaires étant quant à elles estimées par interpolation ou extrapolation. Pour la commune, le premier recensement exhaustif entrant dans le cadre du nouveau dispositif a été réalisé en 2007.

En 2022, la commune comptait 157 habitants, en évolution de −12,29 % par rapport à 2016 (Gard : +2,97 %, France hors Mayotte : +2,11 %).
| 1793 | 1800 | 1806 | 1821 | 1831 | 1836 | 1841 | 1846 | 1851 |
| ---- | ---- | ---- | ---- | ---- | ---- | ---- | ---- | ---- |
| 492  | 678  | 769  | 686  | 834  | 525  | 943  | 921  | 964  |

| 1856 | 1861 | 1866 | 1872 | 1876 | 1881 | 1886 | 1891 | 1896 |
| ---- | ---- | ---- | ---- | ---- | ---- | ---- | ---- | ---- |
| 942  | 908  | 831  | 753  | 711  | 644  | 650  | 661  | 650  |

| 1901 | 1906 | 1911 | 1921 | 1926 | 1931 | 1936 | 1946 | 1954 |
| ---- | ---- | ---- | ---- | ---- | ---- | ---- | ---- | ---- |
| 620  | 618  | 625  | 524  | 465  | 430  | 369  | 295  | 234  |

| 1962 | 1968 | 1975 | 1982 | 1990 | 1999 | 2006 | 2007 | 2012 |
| ---- | ---- | ---- | ---- | ---- | ---- | ---- | ---- | ---- |
| 188  | 158  | 135  | 148  | 154  | 166  | 177  | 179  | 184  |

| 2017 | 2022 | - | - | - | - | - | - | - |
| ---- | ---- | - | - | - | - | - | - | - |
| 178  | 157  | - | - | - | - | - | - | - |

## Économie

### Revenus
En 2018  (données Insee publiées en septembre 2021), la commune compte 76 ménages fiscaux, regroupant 149 personnes. La médiane du revenu disponible par unité de consommation est de 17 240 € (20 020 € dans le département).

### Emploi
|                | 2008   | 2013 | 2018   |
| -------------- | ------ | ---- | ------ |
| Commune        | 17,4 % | 11 % | 19,8 % |
| Département    | 10,6 % | 12 % | 12 %   |
| France entière | 8,3 %  | 10 % | 10 %   |

En 2018, la population âgée de 15 à 64 ans s'élève à 102 personnes, parmi lesquelles on compte 61,4 % d'actifs (41,6 % ayant un emploi et 19,8 % de chômeurs) et 38,6 % d'inactifs,. Depuis 2008, le taux de chômage communal (au sens du recensement) des 15-64 ans est supérieur à celui de la France et du département.
La commune est hors attraction des villes,. Elle compte 26 emplois en 2018, contre 26 en 2013 et 41 en 2008. Le nombre d'actifs ayant un emploi résidant dans la commune est de 43, soit un indicateur de concentration d'emploi de 60,3 % et un taux d'activité parmi les 15 ans ou plus de 41,3 %.
Sur ces 43 actifs de 15 ans ou plus ayant un emploi, 22 travaillent dans la commune, soit 51 % des habitants. Pour se rendre au travail, 74,4 % des habitants utilisent un véhicule personnel ou de fonction à quatre roues, 2,3 % les transports en commun, 9,3 % s'y rendent en deux-roues, à vélo ou à pied et 14 % n'ont pas besoin de transport (travail au domicile).

### Activités hors agriculture
13 établissements sont implantés  à Aujac au 31 décembre 2019.
Le secteur des activités spécialisées, scientifiques et techniques et des activités de services administratifs et de soutien est prépondérant sur la commune puisqu'il représente 23,1 % du nombre total d'établissements de la commune (3 sur les 13 entreprises implantées  à Aujac), contre 14,9 % au niveau départemental.

### Agriculture
|               | 1988 | 2000 | 2010 | 2020 |
| ------------- | ---- | ---- | ---- | ---- |
| Exploitations | 23   | 20   | 10   | 8    |
| SAU (ha)      | 440  | 290  | 112  | 223  |

La commune est dans les Cévennes, une petite région agricole occupant l'ouest du département du Gard. En 2020, l'orientation technico-économique de l'agriculture  sur la commune est la polyculture et/ou le polyélevage. Huit exploitations agricoles ayant leur siège dans la commune sont dénombrées lors du recensement agricole de 2020 (23 en 1988). La superficie agricole utilisée est de 223 ha,,.

## Culture locale et patrimoine

### Édifices civils
- Le château du Cheylard est un château fort des XIIe et XIVe siècles[36], sentinelle de trois Cévennes, Gard, Lozère, Ardèche, très bien restauré et entretenu[37].

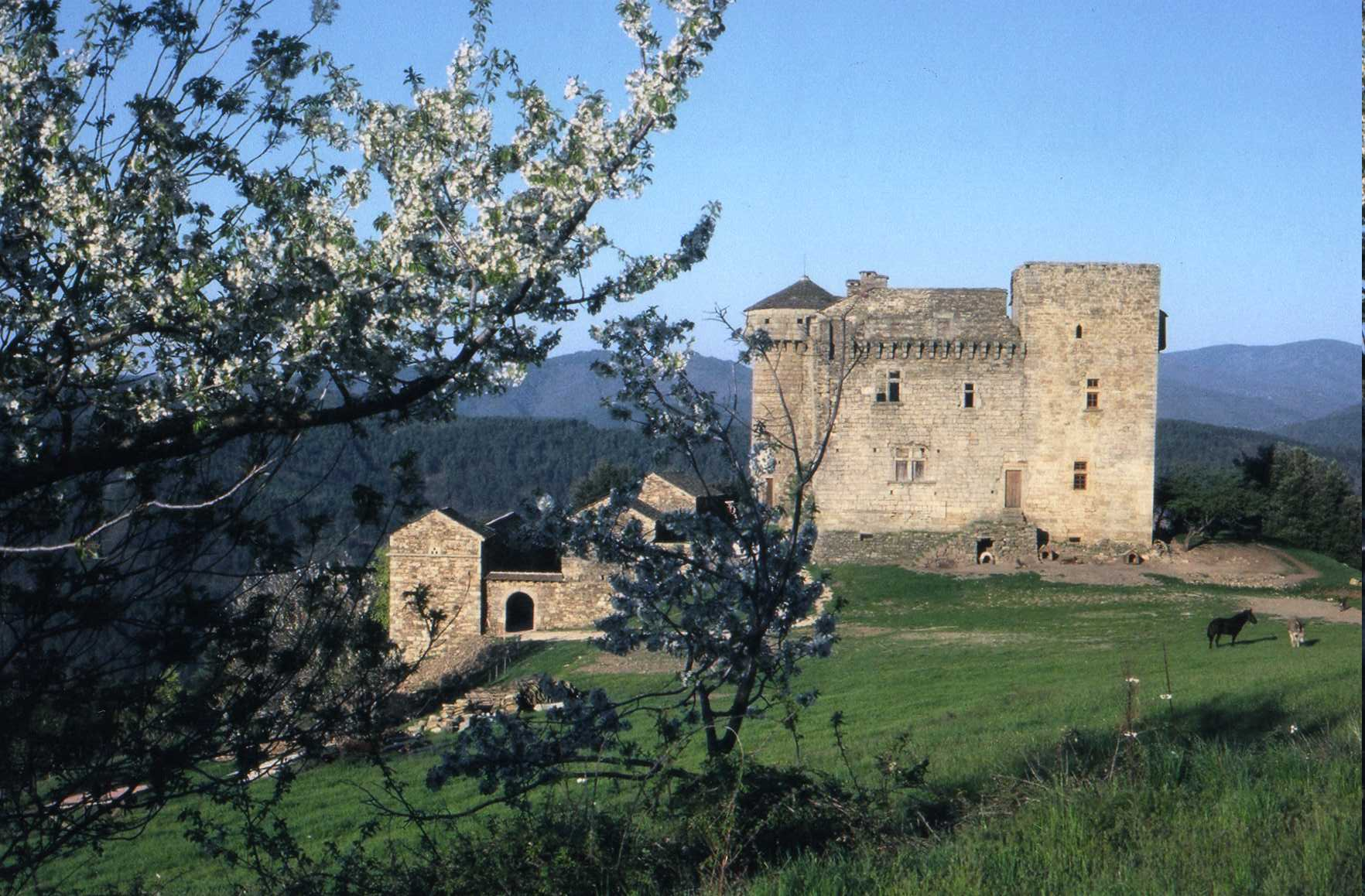
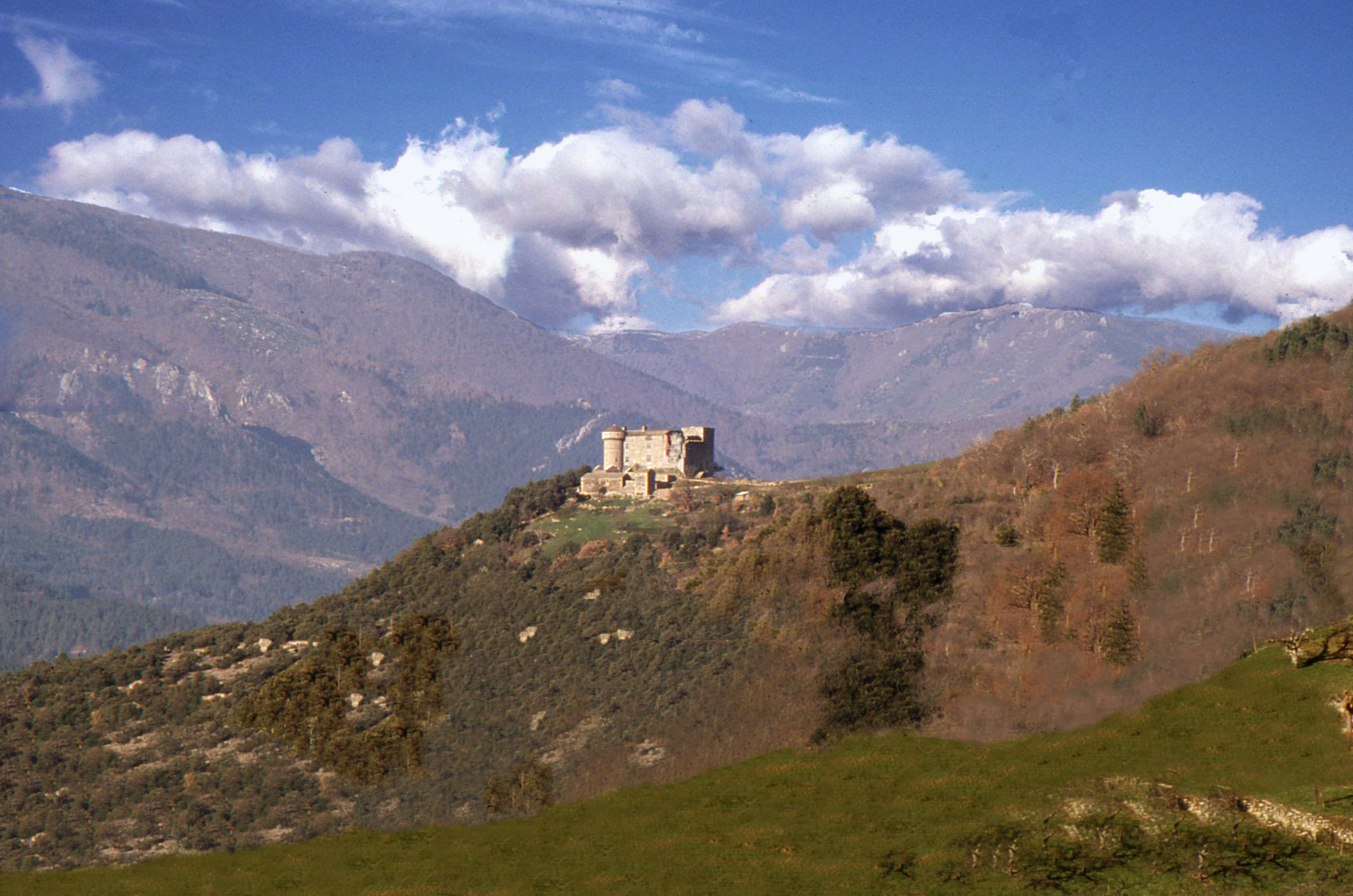
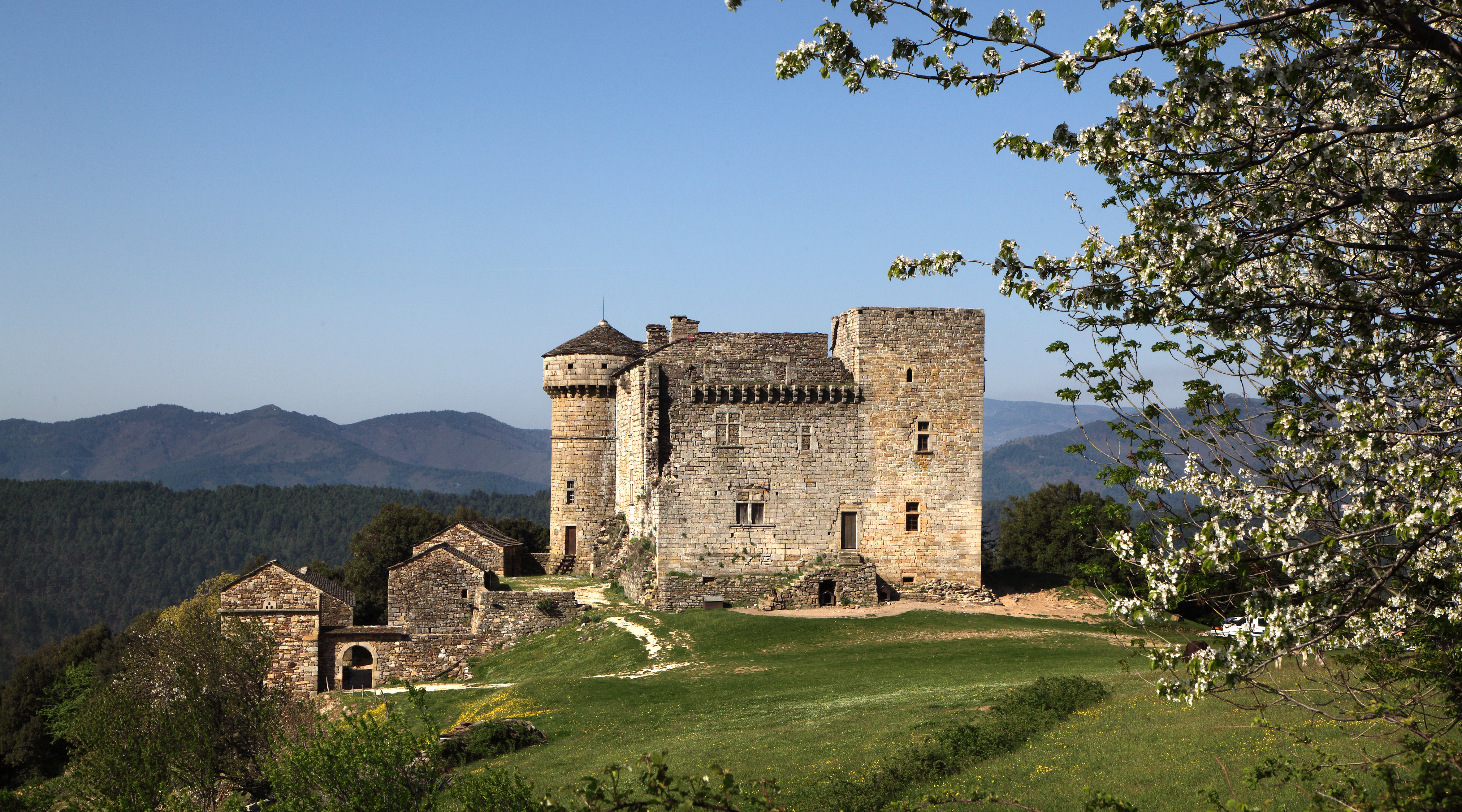
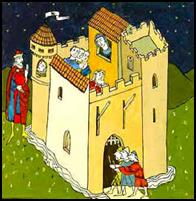

### Édifices religieux
- L'église Saint-Martin d'Aujac avec un clocher à peigne est une construction des XIIIe et XIVe siècles[38]. Les chapiteaux de la porte d'entrée et les 4 chapiteaux intérieurs sont tous différents. Des vitraux modernes éclairent l'église. L'édifice a été inscrit au titre des monuments historiques en 1949[39].

### Patrimoine culturel

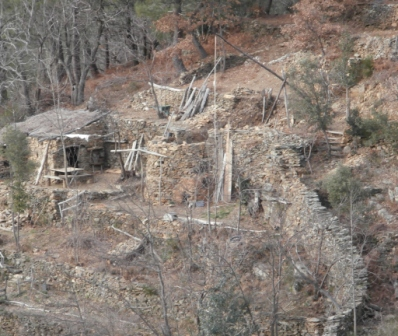
Une vue sur le chantier médiéval de la Sogne.

- Site de La Sogne : La Sogne ou le village de la Sogne est un site d'essai d’archéologie expérimentale et plus précisément une reconstitution d'un chantier médiéval de construction débuté en 2009, avec des techniques historiques ou locales permettant de mieux comprendre le processus de construction d'alors.

## Héraldique
| Blason de Aujac (Gard) | Blason  | D'hermine au chef losangé d'argent et de sinople. |
| Blason de Aujac (Gard) | Détails |                                                   |